# Picacho (Nouveau-Mexique)
Pour les articles homonymes, voir Picacho.
 (septembre 2018).
Picacho est une localité américaine située dans le comté de Lincoln, au Nouveau-Mexique.